# British Basketball League 2011-2012
La British Basketball League 2011-2012 è la venticinquesima edizione del massimo campionato del Regno Unito di pallacanestro maschile. La furiuscita dalla lega degli Essex Pirates e dei Worthing Thunder venne sostituita dall'inserimento di una nuova franchigia, i Durham Wildcats.

## Squadre
|                        | Squadra          | Città/Area          | Palazzetto                                     |
| ---------------------- | ---------------- | ------------------- | ---------------------------------------------- |
| Inghilterra (bandiera) | Cheshire Jets    | Chester             | Northgate Arena (1.300)                        |
| Inghilterra (bandiera) | Durham Wildcats  | Durham              | Newton Aycliffe Leisure Centre (1.200)         |
| Scozia (bandiera)      | Glasgow Rocks    | Glasgow             | Kelvin Hall International Sports Arena (1.200) |
| Inghilterra (bandiera) | Guildford Heat   | Guildford           | Surrey Sports Park (1.000)                     |
| Inghilterra (bandiera) | Leicester Riders | Leicester           | John Sandford Centre (800)                     |
| Inghilterra (bandiera) | Mersey Tigers    | Liverpool           | Knowsley Leisure & Culture Park (500)          |
| Inghilterra (bandiera) | MK Lions         | Milton Keynes       | Prestige Homes Arena (1.400)                   |
| Inghilterra (bandiera) | Newcastle Eagles | Newcastle upon Tyne | Sport Central (3.000)                          |
| Inghilterra (bandiera) | Plymouth Raiders | Plymouth            | Plymouth Pavilions (1.480)                     |
| Inghilterra (bandiera) | Sheffield Sharks | Sheffield           | English Institute of Sport – Sheffield (1.200) |
| Inghilterra (bandiera) | Worcester Wolves | Worcester           | University of Worcester (800)                  |

## Classifica finale
| Squadra             | Partite | Vinte | Perse | Punti | Post Season |
| ------------------- | ------- | ----- | ----- | ----- | ----------- |
| 1. Newcastle Eagles | 30      | 23    | 7     | 46    | CH          |
| 2. Leicester Riders | 30      | 22    | 8     | 44    | Q           |
| 3. Worcester Wolves | 30      | 22    | 8     | 44    | Q           |
| 4. Plymouth Raiders | 30      | 21    | 9     | 42    | Q           |
| 5. Glasgow Rocks    | 30      | 16    | 14    | 32    | Q           |
| 6. Cheshire Jets    | 30      | 13    | 17    | 26    | Q           |
| 7. Sheffield Sharks | 30      | 13    | 17    | 26    | Q           |
| 8. Guildford Heat   | 30      | 12    | 18    | 24    | Q           |
| 9. MK Lions         | 30      | 10    | 20    | 20    |             |
| 10. Mersey Tigers   | 30      | 10    | 20    | 20    |             |
| 11. Durham Wildcats | 30      | 3     | 27    | 6     |             |

## Playoffs
|  | Quarti di finale | Quarti di finale | Quarti di finale |                  |                  | Semifinale       | Semifinale | Semifinale |  |  | Finale | Finale           | Finale |
|  |                  |                  |                  |                  |                  |                  |            |            |  |  |        |                  |        |
|  | 1                | Newcastle Eagles | 93,74(167)       |                  |                  |                  |            |            |  |  |        |                  |        |
|  | 8                | Guildford Heat   | 56,69(125)       |                  |                  |                  |            |            |  |  |        |                  |        |
|  | 8                | Guildford Heat   | 56,69(125)       |                  | 1                | Newcastle Eagles | 89,79(168) |            |  |  |        |                  |        |
|  |                  |                  |                  |                  | 1                | Newcastle Eagles | 89,79(168) |            |  |  |        |                  |        |
|  |                  | 6                | Cheshire Jets    | 99,64(163)       |                  |                  |            |            |  |  |        |                  |        |
|  | 3                | 6                | Cheshire Jets    | 99,64(163)       | Worcester Wolves | 80,77(157)       |            |            |  |  |        |                  |        |
|  | 3                |                  |                  |                  | Worcester Wolves | 80,77(157)       |            |            |  |  |        |                  |        |
|  | 6                | Cheshire Jets    | 80,87(167)       |                  |                  |                  |            |            |  |  |        |                  |        |
|  |                  |                  |                  |                  |                  |                  |            |            |  |  | 1      | Newcastle Eagles | 71     |
|  |                  |                  | 2                | Leicester Riders | 62               |                  |            |            |  |  |        |                  |        |
|  | 2                | Leicester Riders | 92,90(182)       |                  |                  |                  |            |            |  |  |        |                  |        |
|  | 7                | Sheffield Sharks | 76,65(141)       |                  |                  |                  |            |            |  |  |        |                  |        |
|  | 7                | Sheffield Sharks | 76,65(141)       |                  | 2                | Leicester Riders | 76,97(173) |            |  |  |        |                  |        |
|  |                  |                  |                  |                  | 2                | Leicester Riders | 76,97(173) |            |  |  |        |                  |        |
|  |                  | 5                | Glasgow Rocks    | 77,72(149)       |                  |                  |            |            |  |  |        |                  |        |
|  | 4                | 5                | Glasgow Rocks    | 77,72(149)       | Plymouth Raiders | 84,60(144)       |            |            |  |  |        |                  |        |
|  | 4                |                  |                  |                  | Plymouth Raiders | 84,60(144)       |            |            |  |  |        |                  |        |
|  | 5                | Glasgow Rocks    | 79,80(159)       |                  |                  |                  |            |            |  |  |        |                  |        |

## Verdetti
- Campione del Regno Unito:   Newcastle Eagles (5º titolo)